# Fort Großfürst Konstantin

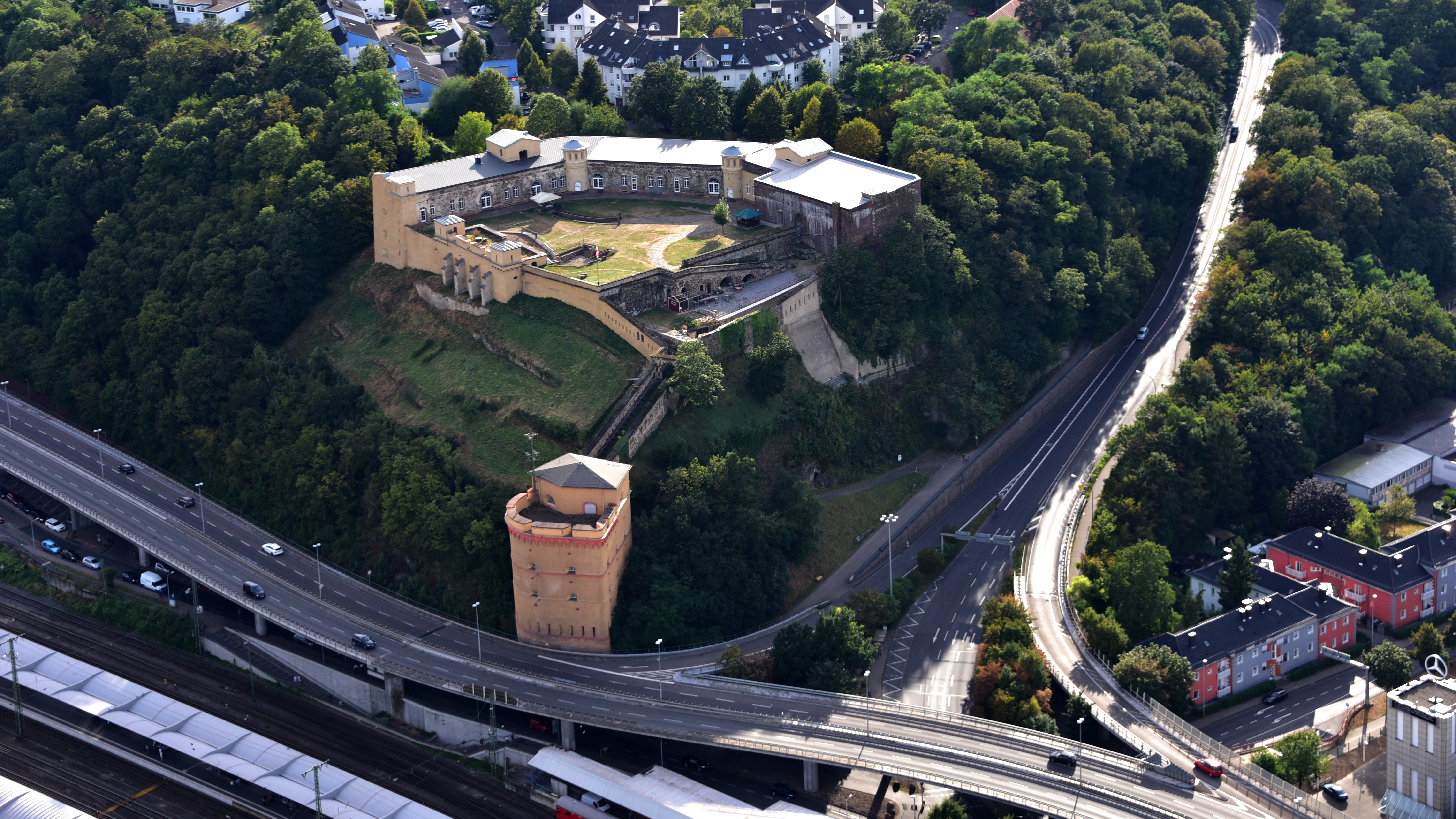
Luftaufnahme (2016)

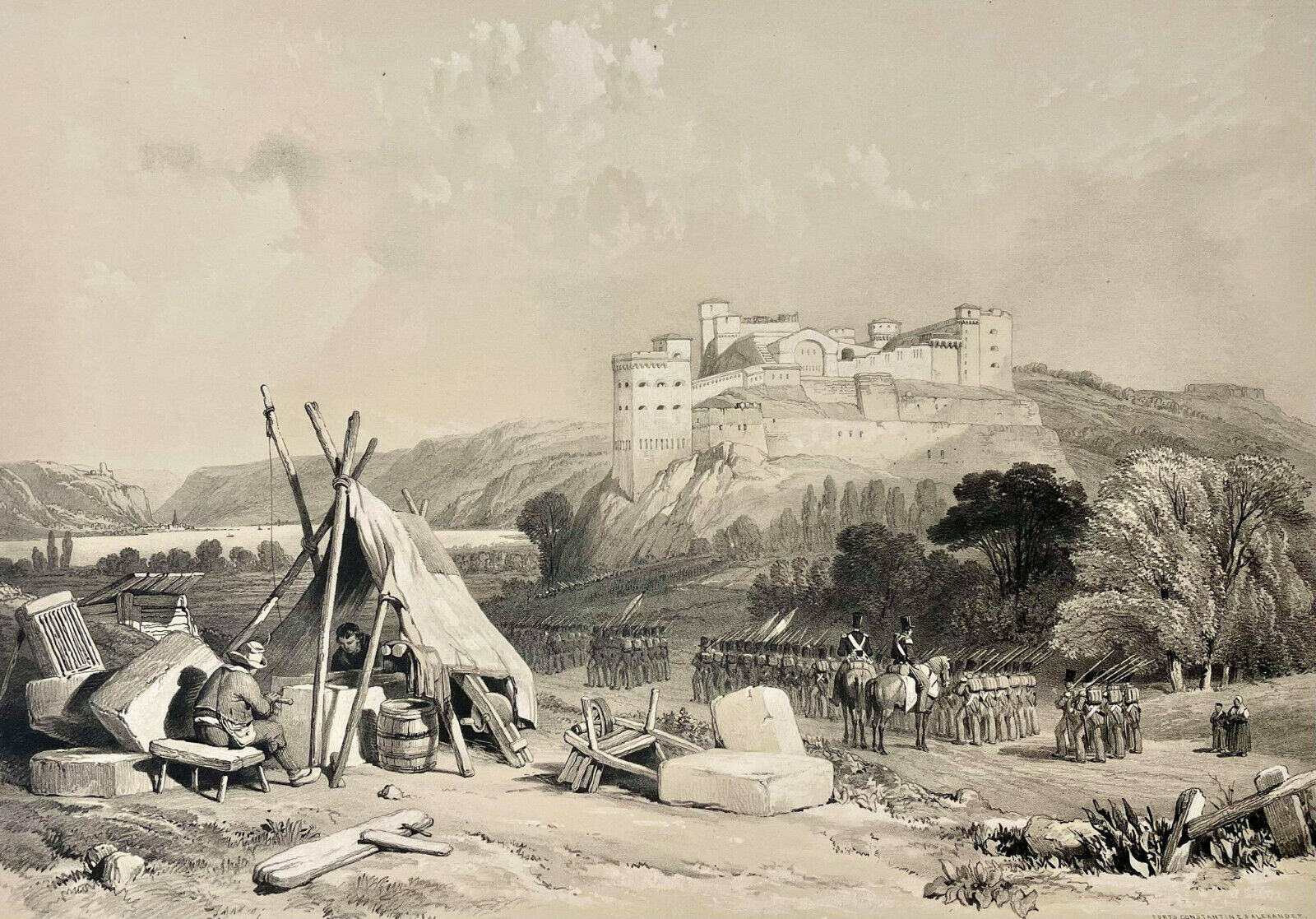
Gemälde von C. F. Stanfield (1838)

Das Fort Großfürst Konstantin ist eine 1827/28 fertiggestellte und weitgehend erhaltene Festungsanlage auf der Karthause in Koblenz. Sie gehörte zum System Feste Alexander der Festung Koblenz.

## Geschichte

### Vorgeschichte
Als Teil der preußischen Großfestung Koblenz wurde das Fort Großfürst Konstantin auf dem äußersten Bergsporn des Hunsrücks südwestlich der Koblenzer Innenstadt auf einer Höhe von 110 Meter errichtet. Es handelt sich dabei um ein vermutlich bereits im 9. Jahrhundert besiedeltes Areal, auf dem zuletzt ein Kloster der Kartäuser stand.
Am 23. Juni 1818 erwarb der preußische Staat von dem aus Niedersachsen stammenden Kaufmann Christian Seidensticker für 47.222 Taler (85.000 Rheinische Gulden) das frühere Kloster, den Berghof und den dazugehörigen Grundbesitz. Zu diesem Zeitpunkt bestand die Klosteranlage noch aus acht Gebäuden.

### Errichtung
Bereits im Sommer 1816 war das Kloster als Kaserne für die bei der Errichtung der nahe gelegenen Feste Kaiser Alexander beteiligten Pioniereinheiten eingerichtet worden. Nach Fertigstellung der Feste wurde die Klosteranlage bis auf das Prioratsgebäude Ende 1821 abgebrochen. Nach einer Projektierung des Festungsingenieurs Heinrich Ferdinand Schuberth fand 1822 der Baubeginn statt. Am 12. September 1825 gab der preußische König Friedrich Wilhelm III. gelegentlich eines Besuchs dem Werk zu Ehren des ebenfalls anwesenden Großfürst von Russland, Konstantin Pawlowitsch, den Namen Fort Großfürst Konstantin. 1827 waren die Arbeiten am Fort weitgehend beendet. 1828 wurde das noch immer als Unterkunft genutzte Prioratsgebäude abgerissen und auf den Fundamenten eine Kriegsbäckerei errichtet.
Als letzte größere Baumaßnahme entstand 1862/63 unter Verwendung eines alten Klosterkellers das zweite Kriegspulvermagazin.
An der Errichtung des Forts waren neben Schuberth nachfolgende Ingenieur-Offiziere in der Aufbauphase bis etwa 1827 beteiligt:
- August Wilhelm Beyse
- Friedrich Peter Favreau (* 16. Februar 1793 in Berlin; † 12. Januar 1866 in Magdeburg), 1815 von den Freiwilligen Jäger ins preußische Ingenieur-Korps gekommen, 1823–1824 in Koblenz, zuletzt Hauptmann in Magdeburg, 1852 verabschiedet.
- Ludwig Gärtner

### Aufgabe und Teilzerstörung
1886 erfolgte für die gesamte Großfestung Koblenz die Rückstufung als Festung der 2. Linie, deren Bauzustand nur noch zu erhalten sei. Am 23. Januar 1900 wurde das Fort aufgelassen und am 27. Januar 1903 als Befestigung aufgegeben. Etwa 1910 errichtete man entlang der gesamten Innenfassade einen 2,5 Meter breiten hölzernen Galeriebau, um das Kasemattenkorps besser für Unterkünfte, Werkstätten und Büros nutzen zu können. Nach dem verlorenen Ersten Weltkrieg bestand vor allem Frankreich auf der völligen Zerstörung der Koblenzer Befestigungsanlagen. Am 13. Februar 1922 erging der Beschluss zur vollständigen Schleifung des Forts Großfürst Konstantin. Da die Anlage aber ähnlich wie die Feste Ehrenbreitstein prägend für das Koblenzer Stadtbild ist, stellte das deutsche Entfestigungsamt einen Antrag auf Erhalt des Forts, dem die Alliierten letztlich zustimmten. Von April bis Ende August 1922 wurden daher nur die beiden  Kriegspulvermagazine sowie die Kriegsbäckerei beseitigt, der Verbindungsgang zur Feste Kaiser Alexander zerstört, die Erdabdeckung auf dem Dach des Kasemattenkorps entfernt und der Hauptgraben zugeschüttet.

### Zweiter Weltkrieg
Der Koblenzer Polizeipräsident, SA-Brigadeführer August Wetter, der selbst unweit des Forts eine große Villa in der Simmerner Straße Nr. 50 bewohnte, ließ am 25. September 1944 seine Befehlsstelle in den Kehlturm des Forts verlegen. Zuvor war zum Schutz vor den alliierten Luftangriffen seit Juli 1944 im nördlichen Teil des Kasemattenkorps ein dreigeschossiger Luftschutzbunker mit einer 2 Meter starken Betondecke eingebaut worden. Vermutlich wurde dabei der hölzerne Galeriebau an der gesamten Innenfassade wieder entfernt. Des Weiteren waren mehrere Stollenbunker für die Bewohner der umliegenden Häuser sowie die Reisenden des Hauptbahnhofes vorhanden. Drei befinden sich in der Felsenwand unter dem Fort zur Simmerner Straße hin. Ein weiterer, noch aus preußischer Zeit stammender Stollen verläuft direkt unterhalb des Kehlturms. Sein Eingang liegt an der Ostseite des Turmschafts. Mit zunehmender Zerstörung der Innenstadt wurde Ende November 1944 das Luftschutzwarnkommando in die Bunkeranlage umquartiert. Es blieb dort bis Anfang März 1945. Am 17. März 1945 begann der Angriff des III. Bataillons, Infanterie-Regiment Nr. 345 der 87. US-Infanterie-Division von der Hunsrückhöhenstraße aus auf die Karthause sowie über die Stadtteile Moselweiß und Goldgrube auf die Innenstadt. Der Eckpfeiler der Verteidigung und damit auch der letzte deutsche Widerstand im linksrheinischen Teil der Stadt war in diesem Bereich das Fort Konstantin. Nach heftigem Artillerie- und Panzerbeschuss ergab sich die Besatzung (fünf Offiziere und 70 Mann) unter dem Kommando von Hauptmann Franz Josef de Weldige-Cremer am 19. März.

### Nachkriegszeit
Bereits kurz nach Kriegsende bis März 1972 diente das Fort als Notunterkunft für ausgebombte und geflüchtete Familien. Danach wurden die Fensteröffnungen und das Haupttor zugemauert. Die vermüllte Anlage verfiel zunehmend. Häufig kam es zu Brandstiftungen. 1985 brannte ein illegales Reifenlager in der Kriegsbäckerei, und wenig später zerstörte ein Feuer das Holztor am Haupteingang. Lediglich der Kehlturm wurde seit Dezember 1958 noch als Standort für einen Füllsender für die Stadtteile Goldgrube und Oberwerth genutzt. Bei einer langjährigen Sanierung des Turms im Zuge des Ausbaus der B 9 mussten 1985 tiefe Risse in tragenden Teilen verfüllt und Decken durch Beton und Stahlanker stabilisiert werden. 1987 erhielt der Turm einen neuen Außenputz. Hier befindet sich seit April 2001 das Rheinische Fastnachtsmuseum.
Im September 1993 wurde der Verein PRO KONSTANTIN e. V. gegründet, um das Fort vor dem weiteren Verfall zu schützen und die Bausubstanz zu sichern. Am 11. September 1994 konnte es erstmals wieder der Öffentlichkeit zugänglich gemacht werden. Im Juli 1995 wurden erste Grabfunde im Innenhof gemacht. Im Zuge der Wiederherstellung des preußischen Hofniveaus unter Leitung des Archäologischen Denkmalamtes konnte 1997 die Krypta der ehemaligen Klosterkirche sowie der ursprüngliche Fußboden und große Teile der Backöfen im Gewölbekeller der Kriegsbäckerei freigelegt werden. 2005 begann die Restaurierung von Fenstern und Außentüren im Südflügel des Kasemattenkorps. Das restaurierte und teilweise rekonstruierte Haupttor konnte im November 2007 wieder eingebaut werden. Durch eine weitere Brandstiftung kam es am 5. Januar 2013 zu einem größeren Schaden im Ausstellungsbereich des Vereins. In der Bunkeranlage befindet sich seit 2015 die Dauerausstellung Koblenz im Zweiten Weltkrieg.

### Garnison
Seit 1831 waren das Kasemattenkorps und seit 1850 der Kehlturm zur Truppenunterkunft hergerichtet worden. Weshalb Engelke davon ausgeht, dass das Fort seitdem dauerhaft „bewohnt blieb“. Jedoch lässt sich weder in den fraglichen Regimentsgeschichten noch in den Adressbüchern der Stadt und des Regierungsbezirks Koblenz ein Hinweis auf dort stationiert gewesene Einheiten nachweisen. Lediglich Wischemann behauptet, dass im Fort zeitweise die Musiker (also das 42 Mann starke Musikkorps) des Garde-Grenadier-Regiments Nr. 4 untergebracht waren. Tatsächlich weist die ausführliche Chronik dieser Einheit dort nur die Regimentskammer und Handwerkstätten nach. Wahrscheinlich wurde das Fort daher bis etwa 1910 lediglich als Regimentslager und Werkstatt (beispielsweise für Büchsenmacher und Schneider) von den auf der Feste Kaiser Alexander stationiert gewesenen Einheiten genutzt. Zudem befanden sich dort nachweislich Büros der Fortifikationsverwaltung. Die drei Anfang der 1870er Jahre an der Zufahrt zum Fort errichteten Baracken, die bereits 1878 durch einen einzigen Holzschuppen ersetzt wurden, waren nicht zur Truppenunterkunft vorgesehen.
Nach dem Ersten Weltkrieg folgten als alliierte Besatzungstruppen 1919 die Amerikaner, die im Innenhof zur Truppenbetreuung Filme vorführen ließen, und 1923 die Franzosen. Schließlich unterhielt die Deutsche Wehrmacht in den 1940er Jahren im Fort zeitweise eine Heeresentlassungsstelle.

## Baubeschreibung

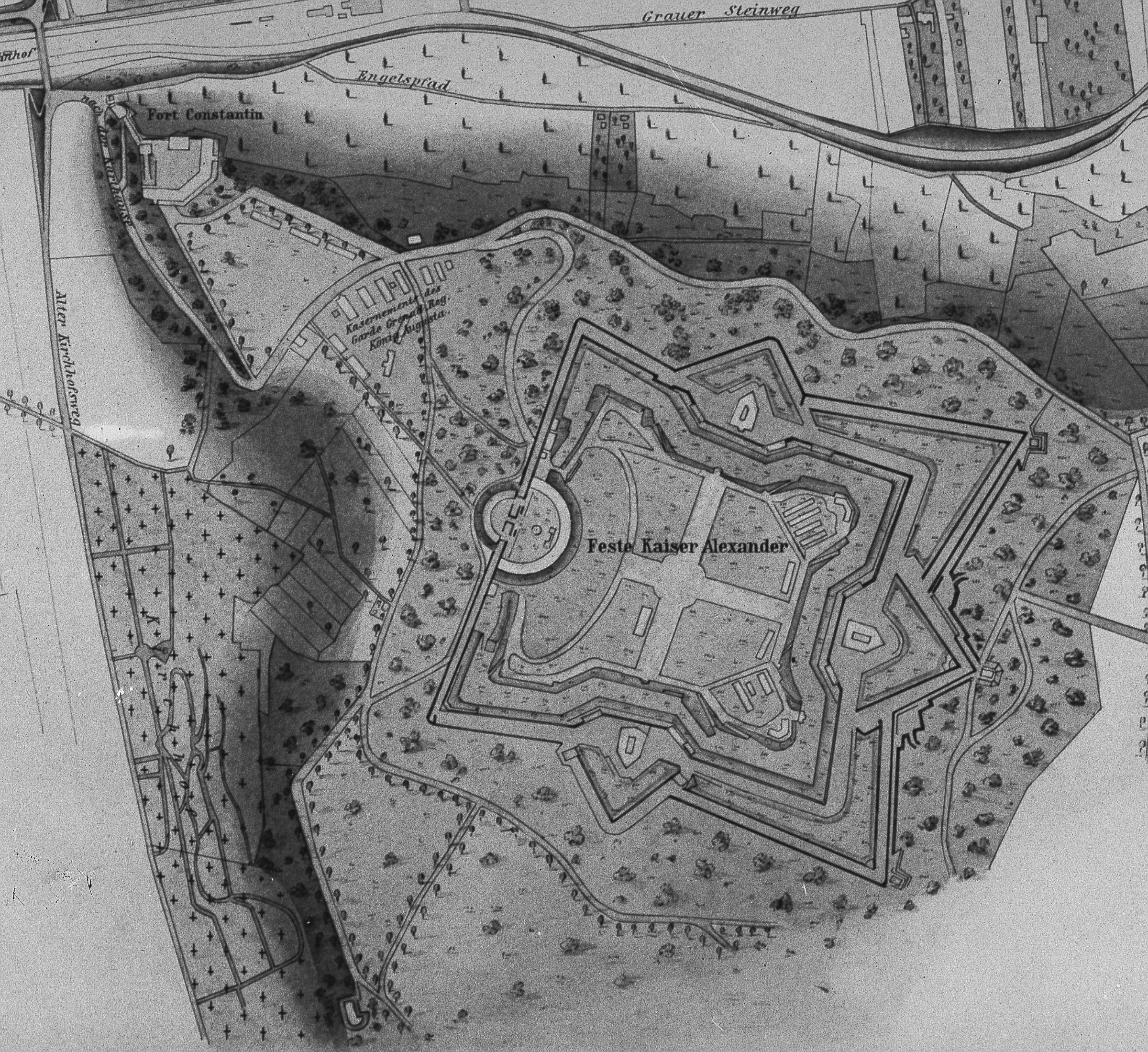
Karte der Feste Alexander mit dem Fort Konstantin am oberen rechten Eck des Grafik von 1888

Das Fort Großfürst Konstantin übernahm innerhalb des Systems Alexander vor allem die Aufgabe, die steilen Abhänge des Karthäuser Plateaus zum Rhein und der Mosel hin abzusichern. Dabei deckten die Kehlturm-Geschütze einen Bereich ab bis etwa zur Mitte der Insel Oberwerth auf der Rhein- und bis fast zum Kemperhof auf der Moselseite. Zudem sicherten die Geschütze im Kasemattenkorps die Rückfront der Feste Kaiser Alexander, während die offene Geschützstellung auf der Kriegsbäckerei die Rheinebene beherrschte.
Das Fort besteht aus dem dreiflügligen Kasemattenkorps auf der Südwestseite mit anschließendem Innenhof, von dem eine Rampe im Norden zu einem etwas niedriger gelegenen Plateau mit den Fundamenten des ehemaligen Pulvermagazins führt und einem Verbindungsgang (gedeckter Weg) zum Kehlturm, einer Kaponniere am Fuße des Berges. Über dem Weinberghang an der Ostseite erhebt sich die Kriegsbäckerei. Die Nordseite mit dem Luftschutzbunker liegt an einem felsigen Steilhang.

### Kasemattenkorps
Das Kasemattenkorps ist eine wallartige Anlage zu 19 Achsen, die aus drei Flügeln mit zwei nach Südwesten ausspringenden Winkeln besteht. Die 18 Kasematten im Erdgeschoss, mit einem Haupteingang in der fünften Achse von Norden, besitzen außen stichbogige Fenster, die nach der Entfestigung anstelle der Kanonenscharten erweitert wurden, einige werden von Gewehrscharten flankiert. Im Untergeschoss gibt es 12 Kasematten, drei im nördlichen und neun im östlichen Teil, wobei der mittlere Teil nicht unterkellert ist, und jeweils weitere zwei im zweiten Untergeschoss an den beiden Enden. Ursprünglich waren die schmucklosen Kasematten auf der Glacisseite von einem gemauerten trockenen Graben umgeben, der nur im Südosten erhalten geblieben ist. Dessen Sicherung übernahmen drei Grabenwehren, von denen die rheinseitige freigelegt wurde.  Das rundbogige Haupttor, bis 1887 nur durch eine hölzerne Brücke erreichbar, ist durch eine rechteckige Blende aus rotem Sandstein eingefasst. Darüber erhebt sich ein blockhausartiger Aufsatz mit drei Fallscharten und einem flachen Dreiecksgiebel. In der Mitte des Aufsatz ist ein preußischer Adler aus Bronze und die Schrift Fort Großfürst Konstantin und Erbaut von 1822 bis 1827 angebracht. Ein weiterer blockhausartiger Aufsatz gibt es über der fünften Achse von Osten. Beide Aufsätze beherbergten die Kanonenaufzüge, mit deren Hilfe die Geschütze aufs Dach transportiert werden konnten.
Die Fassade der Kasematten auf der Hofseite ist wesentlich aufwendiger gestaltet. In den beiden Winkeln sind halbrund heraustretende Treppentürme eingebaut, die die Kasematten um ein vollrundes Geschoss mit schießschartenähnlichen Lichtöffnungen und einem flachen Kegeldach überragen. Die Kasematten selbst besitzen Rundbogentüren und gepaarte Rechteckfenster. Abgeschlossen werden sie von einem hohen reduzierten Abschlussgebälk. An beiden Außenseiten sind würfelförmige Aufsätze mit einer Wendeltreppe darunter angebracht. Alle vier Treppenhäuser und die untere Gebälkzone zwischen den beiden Rundtürmen werden von einer stichbogigen Zierarkade abgeschlossen.
Im Inneren sind die Kasematten tonnengewölbt. Die einzelnen Innenräume sind mit korbartigen Durchgängen verbunden. Die Gewölbe in den beiden Kanonenaufzügen haben einen rechteckigen Ausschnitt zum Hinaufziehen der Kanonenteile. Vor der Außenwand konnte in zwei tiefe Falzungen eine Balkenwand eingebracht werden, die vor Beschuss schützen sollte. An den Seitenwänden gibt es halbrunde Ofennischen. In Friedenszeiten waren die Kasematten nicht zur dauerhaften Belegung von Soldaten ausgelegt, nur die beiden Wachkasematten auf beiden Seiten des Haupteingangs waren dazu geeignet und besonders isoliert.
Eine Besonderheit stellt die Kasematte auf der Nordseite dar. Sie wurde im Zweiten Weltkrieg unter weitgehender Wahrung des vorhandenen Baubestands massiv verbunkert. Der rechteckige Bunkerbau, der auch Teile der nördlichen Terrasse einschließt, wurde rundherum mit Ziegelsteinen verkleidet.

### Kommunikation
Bereits 1823 wurde damit begonnen, einen etwa 550 Meter langen Verbindungsgang zwischen dem Fort Großfürst Konstantin und der Feste Kaiser Alexander unter der Leitung des Ingenieuroffiziers Ludwig Gärtner anzulegen. Er verlief ausgehend dem Untergeschoss des mittleren Kasemattenteils (Kasematte Nr. 10) im Fort durch die davor liegende Grabenwehr waagerecht unterhalb der Erdoberfläche bis etwa zur heutigen Simmerer Straße. Von hier ab führte ein Treppengang mit 205 Stufen zur Überbrückung des Höhenunterschiedes bis etwa zum heutigen Hüberlingsweg und verlief von dort  wieder unterirdisch bis zum Kehlreduit (Kasematte Nr. 7) der Feste Kaiser Alexander. Der durch ein Tonnengewölbe abgeschlossene und etwa 2 Meter breite Treppengang war hangseitig mit Erde bedeckt. In der bergseitigen Seitenwand befanden sich 35 Schießscharten. Im Gang befanden sich auch Frisch- und Abwasserleitungen und seit 1859 ein Elektrokabel, das den Telegraphen im Reduit der Feste Alexander mit der „Zentrale“ unten in der Stadt verband.

### Innenhof
Im Innenhof führt eine geschwungene Rampe für Geschütze ins Untergeschoss in die fünfte Kasematte von Osten. Entlang des Kasemattenkorps sind zahlreiche Reste der originalen preußischen Pflasterung erhalten. Die bei archäologischen Grabungen vor der Kriegsbäckerei gefundene Krypta der mittelalterlichen Klosterkirche kann im Innenhof besichtigt werden. Eine Fahrrampe führt zum unteren Hof auf der Nordseite, der wiederum den ursprünglich gedeckten Weg mit einer massiven Basalttreppe zum Kehlturm erschließt. Hier befand sich wohl seit dem 15. Jahrhundert bereits ein Aufgang von dem ehemaligen Kreuzweg aus Koblenz zum Kartäuserkloster. Das unter dem Hof gelegene Pulvermagazin musste im Zuge der Entfestigung geschleift werden und ist daher nur noch in Fundamentresten erkennbar.
Auf dem westlichen Teil des Hofes ist noch der kreisrunde Einstieg in eine etwa 8 × 5 m große Zisterne vorhanden, die an die Brunnenzisterne im Reduit des Feste Kaiser Alexander angeschlossen war. 1884 erfolgte zunächst der Anschluss an einen Brunnen innerhalb der Spitzberg-Kaserne und später an einen unterirdischen Hochbehälter am Löwentor.

### Kriegsbäckerei
In der Mitte auf der Ostseite des Hofes ist, unter Verwendung von Resten des Prioratsgebäudes (1720–1737) des Kartäuserklosters, die Kriegsbäckerei errichtet worden. Sie diente als Geschützplattform und birgt im Inneren Lagerräume sowie eine große Halle mit den Resten zweier Großbacköfen. Das alte Gebäude wurde 1828 bis auf halbe Höhe des Erdgeschosses abgebrochen. Auf der Ostseite bilden zwei quadratische Ecktürmchen mit Schießscharten und Pyramidendach sowie eine verbindende Zinnenwand den Abschluss. Über zwei Fahrrampen auf der Westseite gelangt man auf das Gebäude. In der Südwand führen zwei rundbogige Türen zu den Latrinen, eine hygienische Errungenschaft im preußischen Festungsbau des frühen 19. Jahrhunderts.
Eine lange geradeläufige Treppe führt vom Hofniveau zu den bergseitigen Kellerräumen, die noch zum Prioratsgebäude gehörten, und ins Untergeschoss mit den Backöfen, die auf den noch vorhandenen gemauerten Podesten standen. Diese große Halle besitzt ein Tonnengewölbe und Stichkappen zu den eingebrochenen Fenstern auf der Talseite. An der äußeren Ostmauer wurden um 1900 bis über die Höhe der Backraumfenster vier Strebepfeiler angebracht.

### Kehlturm

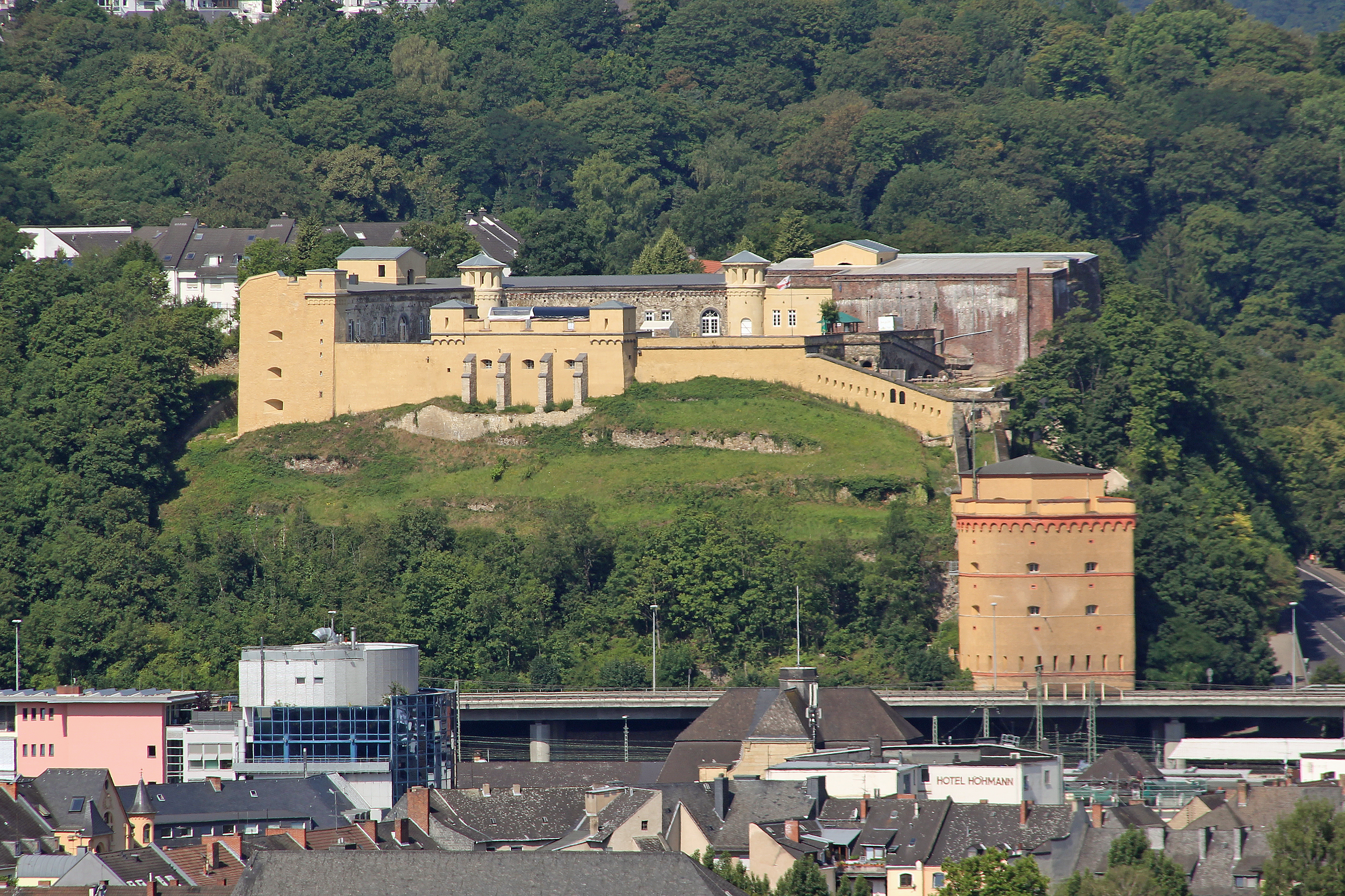
Blick auf das Fort Großfürst Konstantin (Ostseite), gesehen vom Asterstein

Das von der Stadt aus sichtbarste Festungsteil des Forts ist der Kehlturm am Fuße des Plateaus. Ein bis zur Entfestigung gedeckte Weg mit Schießscharten führt vom unteren Hof des Forts über eine nicht mehr erhaltene Brücke zum obersten Geschoss des dreigeschossigen Turms, der auf einem unregelmäßigen, nach Südosten gerundeten Grundriss an den Fels gelehnt ist. Der talseitig gerundete Teil besitzt drei Geschosse mit einem sehr hohen Untergeschoss. Der obere Abschluss ist als Terrasse mit Zinnenbrüstung ausgeführt. Der bergseitig gerade Teil beginnt erst auf der Höhe des Haupteingangs mit dem Erdgeschoss und endet in einem aufgesetzten fünfeckigen Blockhaus mit großen Lünettenfenster und flachem Zeltdach, das den Eingang vom gedeckten Weg aufnimmt. Das Untergeschoss ist mit Gewehrscharten versehen, das Erd- und Obergeschoss hatte ursprünglich Kanonenscharten, die während der Entfestigung zu stichbogigen Fensteröffnungen erweitert wurden. Darüber befinden sich jeweils Rauchabzugsöffnungen. Die Geschosse sind durch Gesimsbänder getrennt. Der Haupteingang hat ähnlich wie beim Fort eine rechteckige Einfassung aus rotem Sandstein. Außenwände und Geschosse haben eine Stärke von 2 Meter.
Neben dem Haupteingang führt eine Wendeltreppe hinauf ins Blockhaus. Das Gewölbe im Inneren wird jeweils von einer siebeneckigen Mittelstütze getragen. Ein Geschützaufzug ermöglichte den Transport von Geschützen vom Erdgeschoss bis zum Blockhaus.

## Denkmalschutz
Das Fort Großfürst Konstantin ist ein geschütztes Kulturdenkmal nach dem Denkmalschutzgesetz (DSchG) und ist in der Denkmalliste des Landes Rheinland-Pfalz eingetragen. Des Weiteren ist es ein mit dem blau-weißen Schutzzeichen nach der Haager Konvention gekennzeichnetes Kulturgut.
Seit 2002 ist das Bauwerk zudem Teil des UNESCO-Welterbes Oberes Mittelrheintal. 